# FDGB-Pokal 1988/89
1988/89 wurde die 38. Auflage des FDGB-Pokals der Männer ausgetragen. Es nahmen 65 Mannschaften teil. Teilnahmeberechtigt waren die 14 Teams der Oberliga, die 36 Teams der beiden Liga-Staffeln sowie die 15 Bezirkspokalsieger der Vorsaison. Alle Entscheidungen wurden bis zum Finale in einfachen Runden, notfalls nach Verlängerung oder Elfmeterschießen herbeigeführt. In der 2. Hauptrunde schieden sechs Oberligateams gegen Ligavertretungen aus. Der Pokalverteidiger BFC Dynamo setzte sich erneut durch, diesmal mit einem knappen 1:0-Sieg über den FC Karl-Marx-Stadt. Der BFC stand damit zum neunten Mal in seiner Klubgeschichte im Pokal-Finale und gewann zum dritten Mal. Es sollte der letzte große nationale Titel sein. Der unterlegene FCK belegte am Saisonende mit seinem jungen Team unter Trainer Hans Meyer in der Oberliga den 3. Platz.

## Qualifikationsrunde
Das Spiel fand am 7. August 1988 statt.
|                     | Ergebnis |                       |
| ------------------- | -------- | --------------------- |
| FC Hansa Rostock II | 4:2      | FC Carl Zeiss Jena II |

## 1. Hauptrunde
Die Spiele fanden am 10. September 1988 statt.
|                                     | Ergebnis              |                                  |
| ----------------------------------- | --------------------- | -------------------------------- |
| Hallescher FC Chemie II *           | 3:2                   | FC Vorwärts Frankfurt (Oder)     |
| BSG Bergmann Borsig Pankow Berlin * | 0:3                   | BSG Stahl Brandenburg            |
| FC Energie Cottbus II *             | 0:4                   | Berliner FC Dynamo               |
| BSG Stahl Riesa II *                | 0:5                   | 1. FC Lokomotive Leipzig         |
| BSG Rotasym Pößneck *               | 0:4                   | FC Carl Zeiss Jena               |
| BSG Chemie PCK Schwedt *            | 1:9                   | 1. FC Union Berlin               |
| BSG Motor Eisenach *                | 0:2                   | BSG Wismut Aue                   |
| BSG Chemie IW Ilmenau *             | 2:3                   | BSG Sachsenring Zwickau          |
| BSG Aufbau dkk Krumhermersdorf *    | 4:4 n. V. (6:7 i. E.) | SG Dynamo Fürstenwalde           |
| 1. FC Lokomotive Leipzig II *       | 0:3                   | BSG Fortschritt Bischofswerda    |
| BSG Lokomotive Halberstadt *        | 0:1                   | BSG Motor Weimar                 |
| BSG Chemie Velten *                 | 1:2                   | BSG Rotation Berlin              |
| TSG Bau Rostock *                   | 2:3                   | SG Dynamo Schwerin               |
| ISG/Tiefbau Schwerin *              | 0:4                   | BSG Stahl Thale                  |
| BSG Lokomotive/Armaturen Prenzlau   | 1:2                   | BSG KKW Greifswald               |
| FC Hansa Rostock II                 | 3:3 n. V. (2:4 i. E.) | Energie Cottbus                  |
| Berliner FC Dynamo II               | 1:3 n. V.             | FC Karl-Marx-Stadt               |
| SG Dynamo Dresden II                | 1:2                   | Hallescher FC Chemie             |
| FC Vorwärts Frankfurt (Oder) II     | 1:5                   | FC Hansa Rostock                 |
| BSG Robotron Sömmerda               | 1:3                   | SG Dynamo Dresden                |
| BSG Motor Suhl                      | 1:3                   | FC Rot-Weiß Erfurt               |
| TSG Neustrelitz*                    | 0:0 n. V. (4:2 i. E.) | ASG Vorwärts Stralsund           |
| BSG Motor Babelsberg                | 2:0                   | BSG Chemie Böhlen                |
| BSG Stahl Eisenhüttenstadt          | 4:1 n. V.             | ASG Vorwärts Dessau              |
| BSG Aktivist Kali Werra Tiefenort   | 2:3                   | BSG Wismut Gera                  |
| BSG Chemie Leipzig                  | 0:1                   | BSG Aktivist Brieske-Senftenberg |
| BSG Motor Ludwigsfelde              | 5:2                   | BSG Motor Grimma                 |
| BSG Fortschritt Weida               | 3:2                   | TSG Markkleeberg                 |
| BSG Post Neubrandenburg             | 4:2                   | BSG Chemie Buna Schkopau         |
| BSG Lokomotive Stendal              | 2:0                   | BSG Motor Nordhausen             |
| BSG Motor Schönebeck                | 5:2                   | BSG Stahl Riesa                  |
| BSG Aktivist Schwarze Pumpe         | 0:1                   | 1. FC Magdeburg                  |

## 2. Hauptrunde
Die Spiele fanden am 8. Oktober 1988 statt.
|                                  | Ergebnis              |                               |
| -------------------------------- | --------------------- | ----------------------------- |
| Hallescher FC Chemie II *        | 0:6                   | FC Karl-Marx-Stadt            |
| BSG Motor Babelsberg             | 0:8                   | Berliner FC Dynamo            |
| TSG Neustrelitz*                 | 2:4                   | 1. FC Union Berlin            |
| BSG Post Neubrandenburg          | 5:3 n. V.             | Hallescher FC Chemie          |
| BSG Fortschritt Weida            | 0:2                   | FC Energie Cottbus            |
| BSG Aktivist Brieske-Senftenberg | 1:2 n. V.             | FC Carl Zeiss Jena            |
| BSG Motor Weimar                 | 1:2                   | SG Dynamo Dresden             |
| BSG Motor Ludwigsfelde           | 1:0                   | BSG Fortschritt Bischofswerda |
| SG Dynamo Schwerin               | 3:1 n. V.             | 1. FC Magdeburg               |
| BSG Stahl Eisenhüttenstadt       | 0:5                   | BSG Wismut Aue                |
| BSG Wismut Gera                  | 0:3                   | FC Rot-Weiß Erfurt            |
| BSG KKW Greifswald               | 2:1                   | BSG Stahl Brandenburg         |
| BSG Rotation Berlin              | 1:1 n. V. (5:4 i. E.) | BSG Stahl Thale               |
| BSG Lokomotive Stendal           | 1:0                   | 1. FC Lokomotive Leipzig      |
| BSG Motor Schönebeck             | 1:0                   | FC Hansa Rostock              |
| SG Dynamo Fürstenwalde           | 2:0                   | BSG Sachsenring Zwickau       |

## Achtelfinale
Die Spiele fanden am 29. Oktober 1988 statt.
|                        | Ergebnis  |                         |
| ---------------------- | --------- | ----------------------- |
| BSG Motor Schönebeck   | 2:6 n. V. | Berliner FC Dynamo      |
| 1. FC Union Berlin     | 4:1       | SG Dynamo Fürstenwalde  |
| BSG KKW Greifswald     | 1:3       | FC Rot-Weiß Erfurt      |
| SG Dynamo Schwerin     | 1:0       | BSG Post Neubrandenburg |
| BSG Motor Ludwigsfelde | 1:0       | BSG Rotation Berlin     |
| FC Karl-Marx-Stadt     | 2:1 n. V. | SG Dynamo Dresden       |
| BSG Lokomotive Stendal | 0:2       | FC Carl Zeiss Jena      |
| BSG Wismut Aue         | 3:0       | FC Energie Cottbus      |

## Viertelfinale
Die Spiele fanden am 10. Dezember 1988 statt.
|                    | Ergebnis  |                        |
| ------------------ | --------- | ---------------------- |
| 1. FC Union Berlin | 0:2       | Berliner FC Dynamo     |
| BSG Wismut Aue     | 3:1 n. V. | FC Carl Zeiss Jena     |
| FC Karl-Marx-Stadt | 4:1       | BSG Motor Ludwigsfelde |
| SG Dynamo Schwerin | 0:3       | FC Rot-Weiß Erfurt     |

## Halbfinale
Die Spiele fanden am 11. März 1989 statt.
|                    | Ergebnis |                    |
| ------------------ | -------- | ------------------ |
| Berliner FC Dynamo | 6:1      | FC Rot-Weiß Erfurt |
| BSG Wismut Aue     | 1:2      | FC Karl-Marx-Stadt |

## Finale

### Statistik
| Paarung            | Berliner FC Dynamo – FC Karl-Marx-Stadt |
| Ergebnis           | 1:0 (0:0) |
| Datum              | 1. April 1989 |
| Stadion            | Stadion der Weltjugend, Ost-Berlin |
| Zuschauer          | 35.000 |
| Schiedsrichter     | Wieland Ziller (Königsbrück) |
| Tore               | 1:0 Thom (57.) |
| Berliner FC Dynamo | Bodo Rudwaleit – Burkhard Reich – Jens-Uwe Zöphel (83. Waldemar Ksienzyk), Bernd Schulz, Marco Köller – Eike Küttner (85. Frank Albrecht), Rainer Ernst, Frank Rohde, Jörg Fügner – Thomas Doll, Andreas Thom Cheftrainer: Jürgen Bogs |
| FC Karl-Marx-Stadt | Jens Schmidt – Dirk Barsikow – Thomas Laudeley, Sven Köhler, Jörg Illing – Steffen Heidrich (58. Steffen Ziffert), Peter Keller (69. Jan Seifert), Detlef Müller, Ulf Mehlhorn – Hans Richter, Lutz Wienhold Cheftrainer: Hans Meyer   |

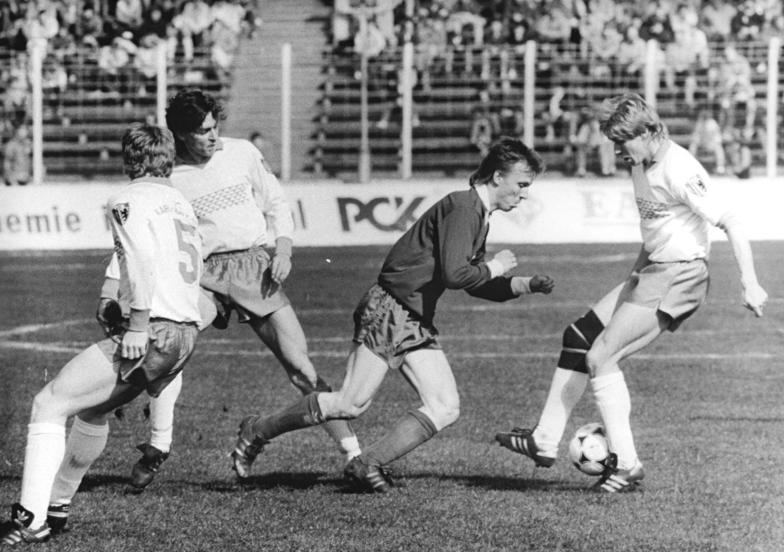
Spielszene: der BFC-Spieler Andreas Thom (3. v. l.) gegen die Karl-Marx-Städter Jörg Illing, Peter Keller und Sven Köhler (v. l.)

### Spielverlauf
Die spielentscheidende Szene lief in der 57. Minute ab: Einen Freistoß des Karl-Marx-Städters Mehlhorn wehrte Rohde mit einem Kopfball ab, der seinen Stürmer Doll erreichte. Dieser setzte den nach vorn stürmenden Rohde erneut ein, der mit einem zentimetergenauen Pass den lauernden Thom bediente. Der FCK-Torwart zögerte einen Moment zu lange vor dem pfeilschnell antretenden BFC-Stürmer, der den Ball dadurch ungehindert an Schmidt vorbeischieben konnte.
Damit hatte sich die taktische Maßnahme des BFC-Trainers Bogs als erfolgreich erwiesen, den etatmäßigen Libero Frank Rohde als Offensivkraft in das Mittelfeld zu stellen. Dieser nahm seine ungewohnte Rolle sofort mit Bravour an und brachte die Berliner Spitzen Doll und Thom schon früh erfolgversprechend in Position. Mit zahlreichen Ecken und Freistößen hatte die Dynamo-Mannschaft schon früh die Möglichkeit, in Führung zu gehen. Mit großartigen Paraden konnte aber Torwart Schmidt zunächst eine schnelle Spielentscheidung verhindern. Auf der anderen Seite war das Spiel der Karl-Marx-Städter zu langsam im Aufbau, aus der Abwehr kamen keine Impulse. Auch im Mittelfeld gelang ihnen kein konstruktiver Spielaufbau, weil sowohl Keller als auch Heidrich nicht zu ihrer gewohnten Form fanden. Erst in der 37. Minute kam der FCK zu seiner ersten gefährlichen Aktion, als sich Richter gegen drei Gegenspieler durchsetzte und mit einem Linksschuss das BFC-Tor nur ganz knapp verfehlte. Trotz drückender Überlegenheit des BFC endete die erste Halbzeit torlos.
Bereits zwölf Minute nach Wiederanpfiff fiel der einzige Treffer der Begegnung, der zwar das Spiel entschied, zunächst aber für eine Wende im Spielgeschehen sorgte. Während sich der BFC zur Verteidigung seines Führungstreffers weitgehend zurückzog, erwachte der FCK aus seiner Lethargie und stellte auf volle Offensive um. Dazu wechselte Trainer Meyer Ziffert und Seifert für die enttäuschenden Heidrich und Keller ein und gab ihnen die Devise mit, verstärkt für Druck zu sorgen. Tatsächlich eröffneten sich den Sachsen einige gute Torchancen, doch insgesamt gesehen blieben ihre Aktionen zu durchsichtig und konnten die kompakt stehenden Berliner nicht überraschen. Zum Schluss mit Ksienzyk als frischem Verteidiger und sogar mit dem zurückgezogenen Thom rettete sich der BFC ohne Gegentor bis zum Schlusspfiff.
Der Trainer des Siegers Jürgen Bogs urteilte laut Deutsches Sportecho vom 3. April 1989 am Ende über seine Mannschaft: „Die kämpferische Einstellung stimmte. Im entscheidenden Moment hat sich die Mannschaft gestrafft, sich die größeren Chancen erspielt und deshalb nicht unverdient gewonnen.“